# Малальберго
Малальберго, Малальберґо (італ. Malalbergo) — муніципалітет в Італії, у регіоні Емілія-Романья,  метрополійне місто Болонья.
Малальберго розташоване на відстані близько 330 км на північ від Рима, 30 км на північний схід від Болоньї.
Населення — 8985 осіб (2014).
Щорічний фестиваль відбувається 17 січня. Покровителі — святий Антоній Великий.

## Демографія
Населення за роками:

Станом на 1 січня 2023 року в муніципалітеті офіційно проживало 1113 іноземців з 58 країн, серед них 460 громадян країн Євросоюзу та 70 громадян України.

## Сусідні муніципалітети
- Баричелла
- Бентівольйо
- Галльєра
- Мінербіо
- Поджо-Ренатіко
- Сан-П'єтро-ін-Казале